# Aframomum strobilaceum
Aframomum strobilaceum är en enhjärtbladig växtart som först beskrevs av James Edward Smith, och fick sitt nu gällande namn av Frank Nigel Hepper. Aframomum strobilaceum ingår i släktet Aframomum och familjen Zingiberaceae. Inga underarter finns listade i Catalogue of Life.